# 克拉克·克尔
克拉克·克尔（英語：Clark Kerr，1911年5月17日—2003年12月1日）曾经是美国加州大学伯克利分校经济学教授和学术委员会主任，加利福尼亚大学伯克利分校首任校长，加利福尼亚大学的第十二届校长（1952–1958）。他的不朽名著《大学之用》（The Uses of the University）对其之后的高等教育学和高等教育管理学的建立产生的重大作用影响至今，是学习高等教育学专业（尤其是学习高等教育管理学专业方向）的大学生（尤其是研究生）必读的经典论著。